# Pupusa
La pupusa es una tortilla gruesa a base de masa de maíz o de arroz rellena con uno o más ingredientes, como queso, chicharrón, ayote, frijoles refritos, loroco, etc. Por su tradición, versatilidad y bajo costo, es una de las comidas más difundidas en El Salvador y Honduras, países que se disputan su origen patrimonial. Aunque se desconoce de manera certera su origen,  lo más probable es que sea un plato mestizo, entre la cocina nativa mesoamericana y la tradición culinaria española que se importó durante la colonización y las migraciones posteriores. Varios estudiosos recientes afirman que la pupusa tiene un origen maya quiché.
Las pupusas se han convertido en un símbolo de El Salvador. Por las calles de las localidades salvadoreñas es común encontrar «pupuserías», puntos de venta de pupusas, e incluso «pupusódromos», conjunto de varias pupuserías contiguas en una misma plaza. En 2005, El Salvador declaró la pupusa su plato nacional, y el segundo domingo del mes de noviembre de cada año como el Día Nacional de las Pupusas.
La pupusa se come con las manos, a veces doblada, y siempre acompañada de salsa de tomate y curtido.

## Etimología
Generalmente se suele pensar que «pupusa» proviene de la lengua pipil o náhuat. El náhuat es una lengua en vías de desaparecer, propia de la comunidad indígena de los pipiles, en el occidente de El Salvador. Lo cierto es que se desconoce a ciencia cierta su etimología. 

Principales teorías sobre el origen de la palabra pupusa:
Idioma pipil
Idioma quiché

En ciertas publicaciones indican también que la palabra es de origen nahua, puxahua, 'cosa fofa o esponjada'; así lo afirma el Diccionario de americanismos de la Asociación de Academias de la Lengua Española. O bien, del náhuat o pipil, pupusawa o pupushaua. Además, hay teorías que trazan el término pupusa al náhuatl. Cabe recordar que el náhuat y el náhuatl son dos lenguas emparentadas pero distintas, y que el náhuatl se habla en el centro de México. 
Para el lingüista salvadoreño Jorge E. Lemus, la palabra no es pipil. Si bien es cierto que puxawa sí existe en pipil, según él, ésta se refiere «al maíz negrito o ennegrecido». En su investigación contactó con hablantes nativos pipiles, que en su mayoría llamaban kukumuzin a la pupusa, de kuku 'caliente' y -uzin, sufijo diminutivo, es decir, «calentita». A veces usan el préstamo español pupusah. La aspiración final se agrega para normalizar palabras del español, como pelutah 'pelota', lo que demuestra que «pupusa» pasó del español al náhuat y no al revés. Lemus concluyó que no existe suficiente estudio para esclarecer un origen. 
Para Santiago Barberena, provendría del quiché (lengua maya guatemalteca) poputz, de pop, 'petate' o 'esfera', y utz, 'cosa bien hecha', algo así como que «las dos tapas [de la pupusa] están bien unidas» o simplemente «bien unidas». De poputz habría evolucionado a poputza o popuza y finalmente a pupusa.

## Historia

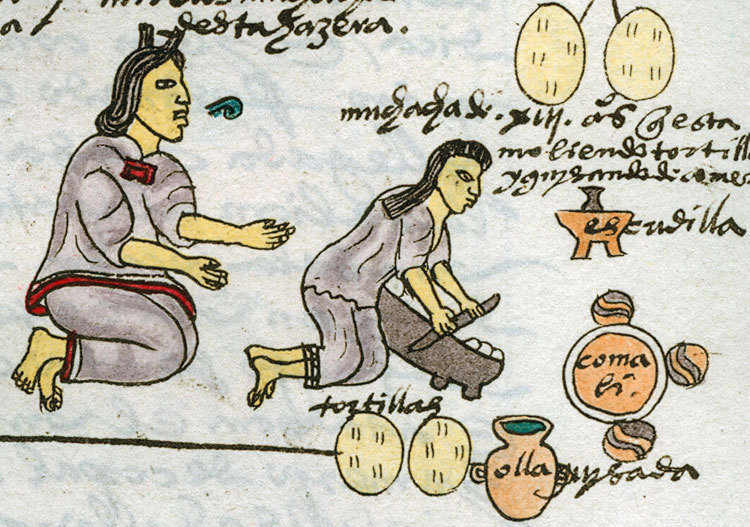
Detalle del Códice Mendoza (1540): muchachas moliendo masa en el metate, comales y tortillas.

### Antecedentes precolombinos
Como es el caso en muchos otros platillos típicos, el origen de la pupusa no está del todo claro. El antropólogo salvadoreño Ramón Rivas cita la obra de fray Bernardino de Sahagún, Historia general de las cosas de Nueva España (c. 1585), en la que el fraile explica las diversas comidas que preparaban los nativos americanos, entre ellas un plato de masa cocida mezclada con carne y con frijoles. Según Rivas esto describe a la pupusa en su forma primitiva, por lo que, según él, la pupusa se remonta a la época prehispánica. Dicho de otro modo, no se puede decir que la pupusa se originase en un país particular, sino en la región mesoamericana. Sin embargo, las pupusas que quizá se comían en aquella época debieron ser diferentes a la que consumen los actuales salvadoreños y hondureños, pues entre otras cosas desconocían el pollo, el queso, y la técnica de la fritura, necesaria para preparar los frijoles refritos. El curtido, que acompaña siempre a la pupusa, también es una técnica española. Por lo tanto, la receta de la pupusa es de naturaleza mestiza. Probablemente, fue común en época prehispánica rellenar la masa de maíz con ayote y frijoles, y aplanarla para que se cocinase de manera uniforme en el fogón.
El historiador Ricardo Castellón expone la imposibilidad de analizar la pupusa como un producto nacido en un momento preciso, de autoría exclusiva (el maíz necesario para su preparación estaba extendido por toda Mesoamérica en la época prehispánica) y estático, menos aún con las transformaciones derivadas de la Conquista española. El antropólogo Jorge Ávalos comenta que la obra de Sahagún a la que Rivas hace referencia no es concluyente, y que podría tratarse de tamales o gorditas, y no de pupusas. Según Castellón, el tamal pudo existir antes de la misma tortilla. Entre los mayas del Clásico, y tal vez incluso en el Posclásico, la tortilla no era usual y lo mismo parece haber sido el caso para ciertas épocas en Teotihuacán. En la misma región salvadoreña, durante el Período Clásico (500-800), no se ha encontrado comales, indispensables para la cocción de tortillas. En la visión de Castellón, esto confirma que la pupusa fue más que un platillo creado, un alimento moldeado por las circunstancias históricas, en que aceptación, asimilación y adecuación fueron claves para la supervivencia social en regiones periféricas como Centroamérica.

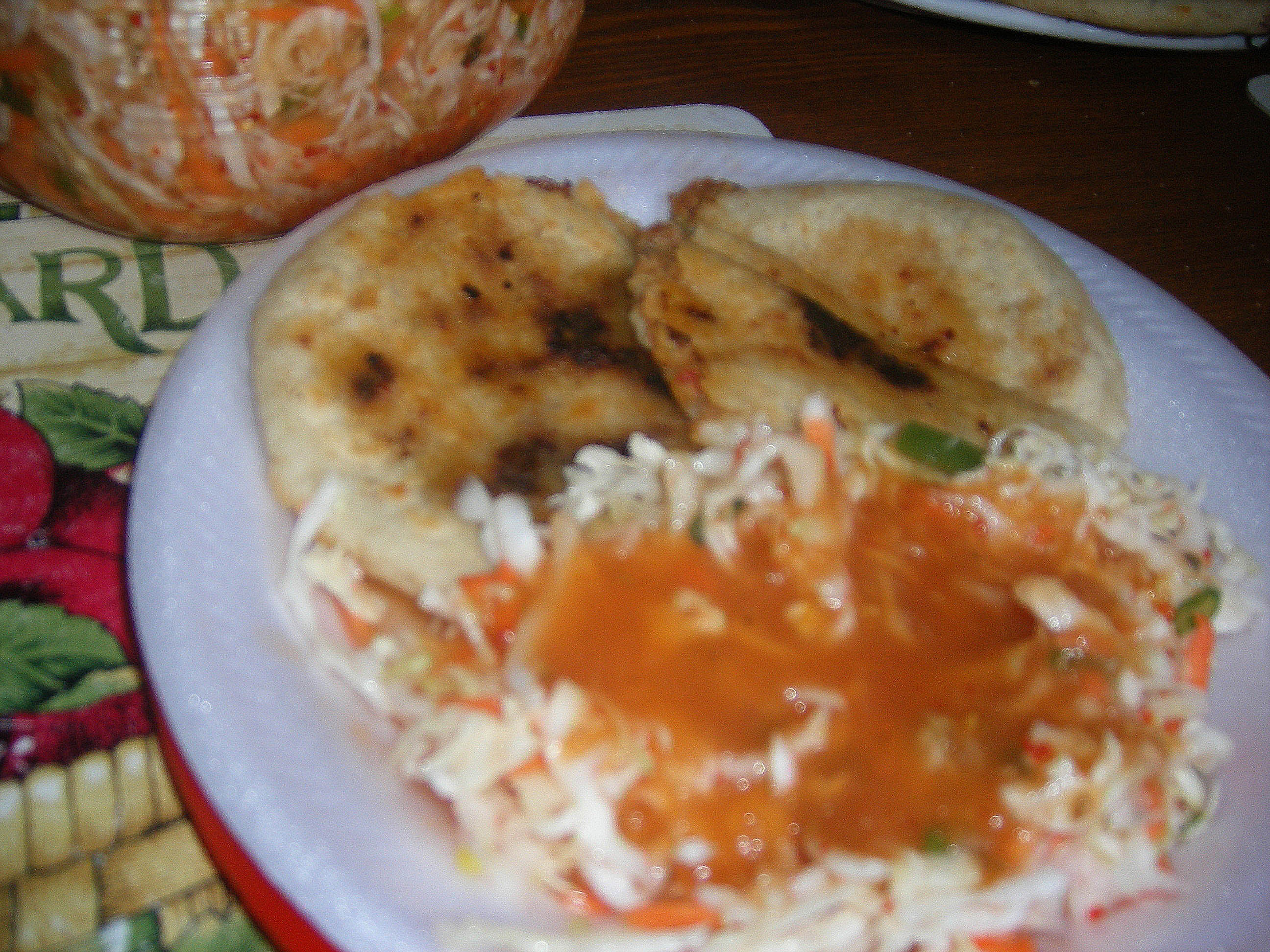
Una pupusa.

### Pupusa moderna
El registro más antiguo que se ha encontrado en el que aparece mencionada la pupusa fue escrito por el poeta José Batres Montúfar en una visita al sur de Nicaragua. En una carta dirigida a su familia, describe un teanguis (mercado de abastos) en la ciudad de Granada, y dice lo siguiente:

Las tortillas valen a 8 por medio real, pero son enormes, de un pie de diámetro y verdaderos pistones de jornalero; casi nunca les llaman tortillas, sino por sus accidente: una rellena, es decir, pupusa, de San Salvador; una revuelta, molida la masa junto con el queso; una vacía, que son las que prefiero, es la que no tiene nada de añadidura.
José Batres Montúfar (12 de septiembre de 1837), Granada en los primeros años del siglo xix.

Otra documentación antigua de la pupusa es en Vicios del lenguaje y provincialismos de Guatemala, 1892, de Antonio Batres Jáuregui. Tres años más tarde aparece en el diccionario de hondureñismos publicado en Tegucigalpa por Alberto Membreño en 1895. No existe mención alguna de las pupusas en libros salvadoreños antes de los años 60.
Ávalos refiere que en El Salvador, en los años de 1930:

En Olocuilta todavía hay ancianos que recuerdan la llegada de la pupusa, de manos indígenas mayas, a la salida del pueblo, porque allí tenían su base y se reunían los trabajadores que construían la carretera Panamericana, uno de los mayores proyectos de construcción del período del General Maximiliano Hernández Martínez. La pupusa era un platillo rápido y barato, y con la expansión de la carretera a lo largo del país debió encontrar un mecanismo propicio para su llegada hasta el oriente del país, algo que debió haber ocurrido de manera natural porque las vendedoras eran ambulantes.
Jorge Ávalos (2016)

En 1942, el filólogo y coronel Lisandro Sandoval describe la pupusa como un platillo guatemalteco de origen maya que consiste en una tortilla gruesa y rellena con frijoles, queso, lorocos o flores de ayote. Además, menciona que «a veces la pupusa se hace de una tortilla corriente, pero doblada, y siempre rellena como queda dicho, en cuyo caso tiene la figura de un semicírculo». Este podría ser el origen de las dobladas y las baleadas.

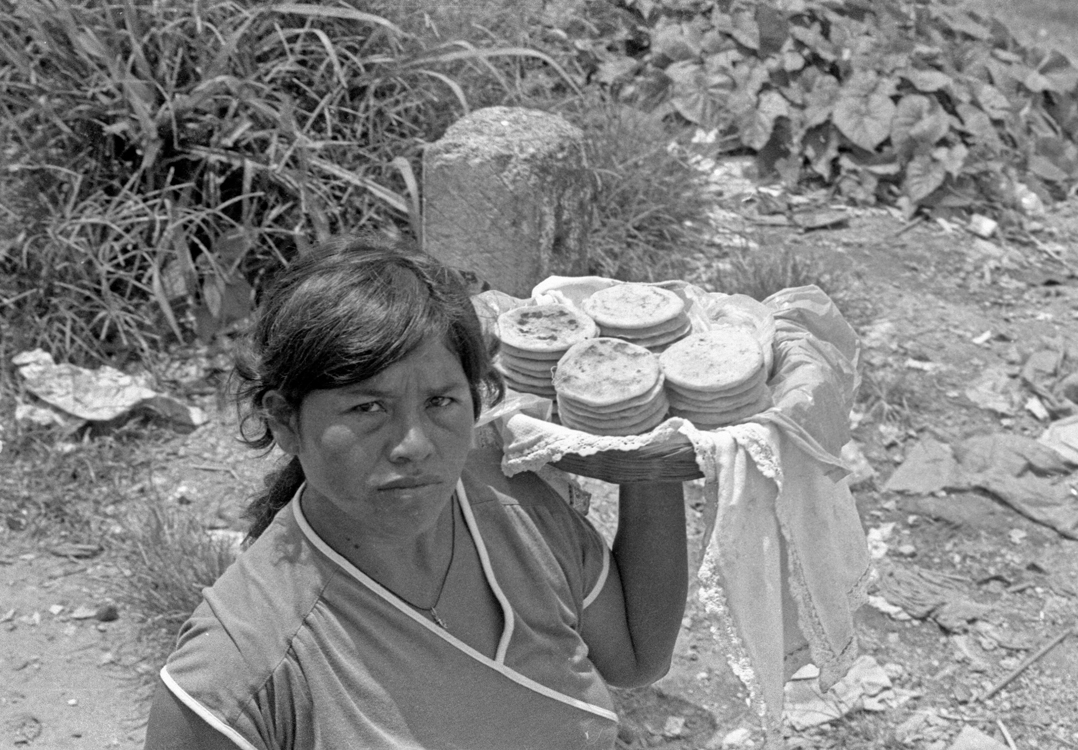
Vendedora ambulante de pupusas, en Apopa (1990)

Sorprende que en el movimiento literario costumbrista de El Salvador, de principios de siglo XX, no se mencionen las pupusas en ni una sola obra. Esto lleva a pensar que en aquella época todavía no eran típicas, y se cree que se extendieron por El Salvador durante los años 1940, época en la que aún no existían las pupuserías. El auge de la comida callejera hizo que la pupusa desbancase al tamal en cuanto a popularidad. De 1947, nos llega un artículo estadounidense que dice que las pupusas son para El Salvador como los hot dogs para Estados Unidos. Las tortillas rellenas y cocidas al comal comenzaron a registrarse en los libros de cocina a partir de los años 70, bajo los nombres de «panqueques de maíz», «discos de maíz», y finalmente como «pupusas». En 1963, Margoth de Castellanos, dueña de la pupusería Típicos Margoth en Santa Tecla, incluye el frijol en la receta y crea la «pupusa revuelta». La pupusería de la familia Castellanos es una de las más reconocidas del país. Pupusas de masa de arroz pudieron originarse en el municipio de Olocuilta, departamento de La Paz, según testimonios locales, por causa de la escasez de maíz durante la guerra civil de El Salvador (1979-1992) y la posguerra. Pero como en este caso, las transformaciones en la pupusa bien podrían ser resultado de la invención colectiva que de exclusividad reducida. Según Castellón, la extensión de la cultura del maíz, continuada en la era colonial y que llega a la actualidad, extendió también la preparación y consumo de lo que genéricamente puede llamarse "tortilla rellena" y sus variantes de preparación. Eso vincularía a las pupusas tanto con las arepas sudamericanas como con las gorditas mexicanas. Pero además, el platillo se extendería con la industrialización y el crecimiento de las ciudades, particularmente en Centroamérica, llegado el siglo XX.

Con la migración salvadoreña de finales del siglo XX, la pupusa se extendió a otros lugares del globo y especialmente a Estados Unidos, constituyéndose en un importante símbolo identitario salvadoreño y centroamericano 
En abril de 2005, la Asamblea Legislativa de El Salvador publicó el Decreto 665 en el que se declara la pupusa como plato nacional, y el segundo domingo del mes de noviembre de cada año como el Día Nacional de las Pupusas. Desde entonces se dedica a comercializarlo y promocionar su elaboración y consumo. La extensión del platillo ha continuado y cada vez conquista más públicos alrededor del mundo.

## Preparación

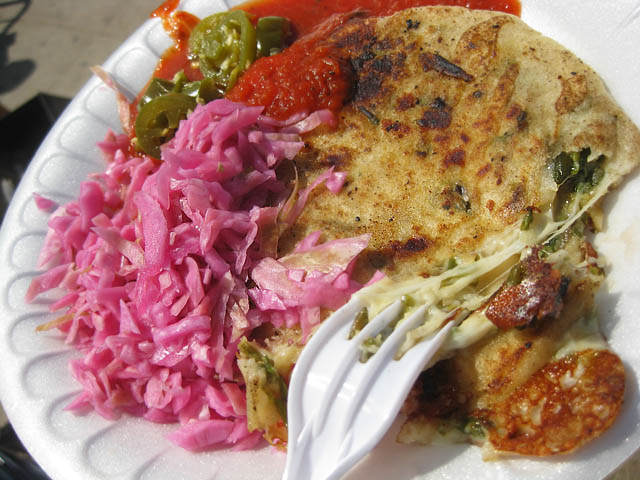
Pupusa rellena de flor de loroco.

### Ingredientes
- Masa: existen dos tipos de masa, la de maíz y la de arroz. La pupusa de arroz surgió en Olocuilta, y se popularizó en los años 1980 cuando se construyó la carretera que lleva al Aeropuerto Internacional de El Salvador.[19] Además, en Nahuizalco son populares las pupusas de masa de yuca.[6]

- Rellenos: originalmente, en los años 1930-40, se rellenaban con frijol o con queso, y más tarde, con chicharrón.[6] Aun así, la pupusa es una receta en constante cambio; se ha innovado en la técnica y sus ingredientes se han diversificado. Rellenos habituales hoy en día son: la flor del loroco, cochinito, o pitos, hojas de chipilín o hierba mora, todas ellas plantas aromáticas salvadoreñas, espinacas, ayote, que es una variedad de calabaza, jamón, carne de pollo o de res, pescado, camarón, hongos, ajo, chiles jalapeños, o incluso chorizo, peperoni o salami.[20] Los rellenos dependen también de la región, como por ejemplo la pupusa rellena de papelillo es típica del Oriente.[21]

Además, existen las «pupusas gourmet», con ingredientes de calidad como queso azul o salmón, la «pupusa loca» que se rellena con una amplísima variedad de ingredientes (de ahí su nombre), o la «pupusa Obama», creada con motivo de la visita de Barack Obama en 2011, hecha de maíz negro. Una de las combinaciones más comunes es la llamada «pupusa revuelta» que incluye queso, frijoles y chicharrón o tocineta. El queso usado antiguamente era un tipo de queso duro, pero a partir de los años 1990 las pupusas se rellenan de quesillo, de origen hondureño. En los años 2000, han surgido nuevos tipos de pupusas, como las pupusas de colores y la pupusa loca, la cual tiene el tamaño de una pizza personal y tiene múltiples ingredientes no tradicionales como tocino, peperoni y camarones. Esta receta está registrada en el Centro Nacional de Registros de El Salvador.

### Elaboración
Cada pupusa se compone por dos cucharadas de masa y una cucharada de relleno. Su confección puede hacerse de dos formas:
- La recomendada para personas sin experiencia: se toma una cucharada de masa y se aplasta con cualquier objeto plano de tal forma que quede una tela circular de unos 5 mm de espesor. Se cubre con la pasta del relleno, cuidando de no llenar las orillas; luego se pone otra tapa hecha de la misma forma y se sella cuidadosamente el borde.[26]

- La recomendada para personas con experiencia: Se hace una bola con dos cucharadas de masa. Con los dedos se hace un agujero en el centro de la bola, donde se mete el relleno. Se cierra el agujero y se palmea la bola como si se estuviese aplaudiendo, cuidando de dar una forma circular a la pupusa.[27][26]

En ambos métodos, deben tomarse cuidados especiales para que la forma sea circular, que el relleno quede bien distribuido, que la capa de masa no sea demasiado gruesa y que no existan agujeros por los cuales pueda derramarse el relleno. En Olocuilta, se han comenzado a comerciar las pupusas «de a dólar», que son 20 cm de diámetro o más grandes.

### Cocción

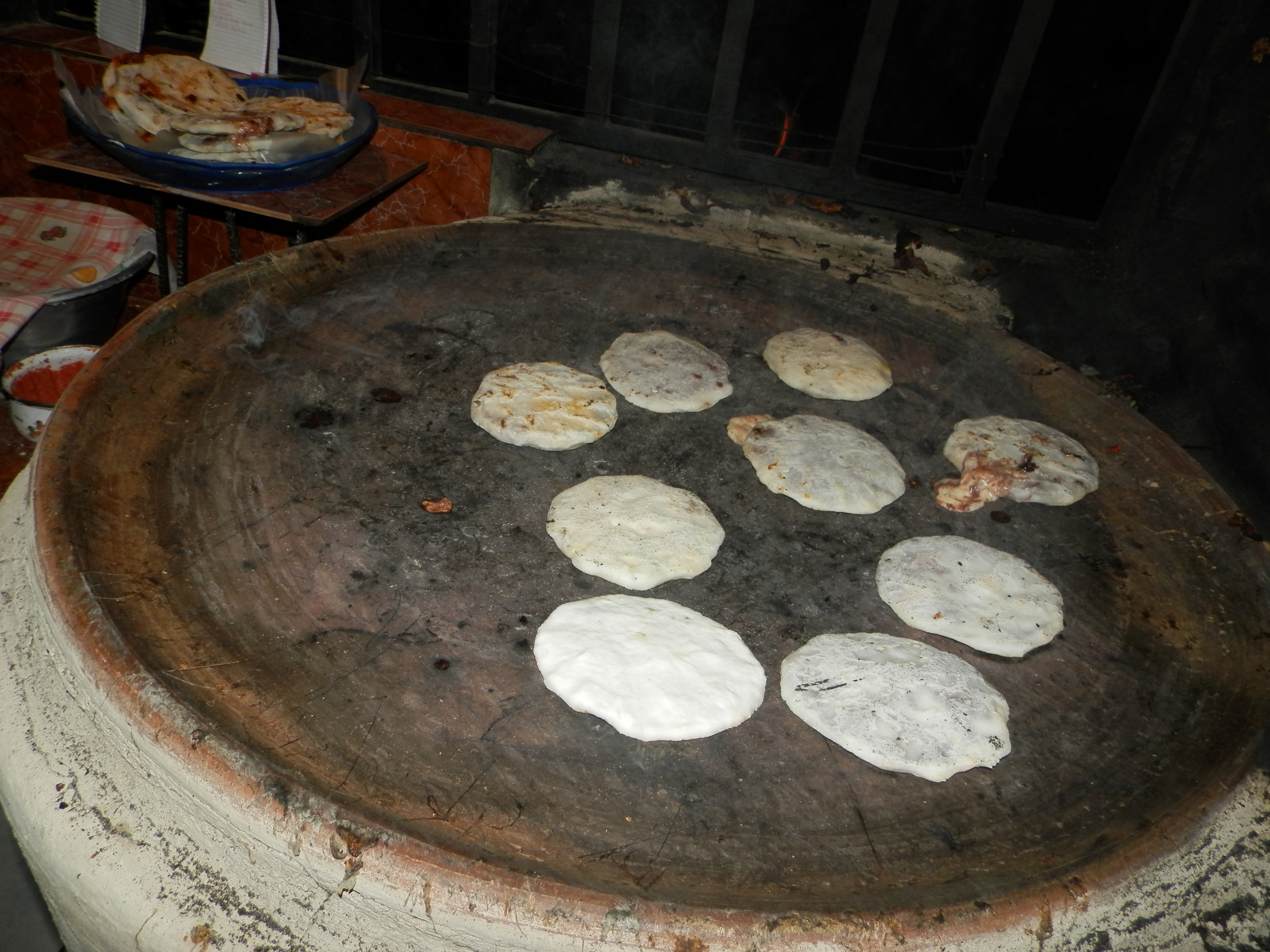
Pupusas de arroz en comal de barro en Olocuilta.

La cocción puede darse sobre un comal de barro calentado con leña, planchas de lámina, teflón o aluminio calentadas con llama de gas propano o cocinas eléctricas. El comal debe estar caliente pero no con un fuego muy alto. Cuando la pupusa cocinada en exceso se llama «pupusa arrebatada». Son populares las pupusas de comal en Izalco, hechas en comal de barro y de tamaño más pequeño. Según los izalqueños, esto le confiere un sabor único.

### Ingredientes complementarios

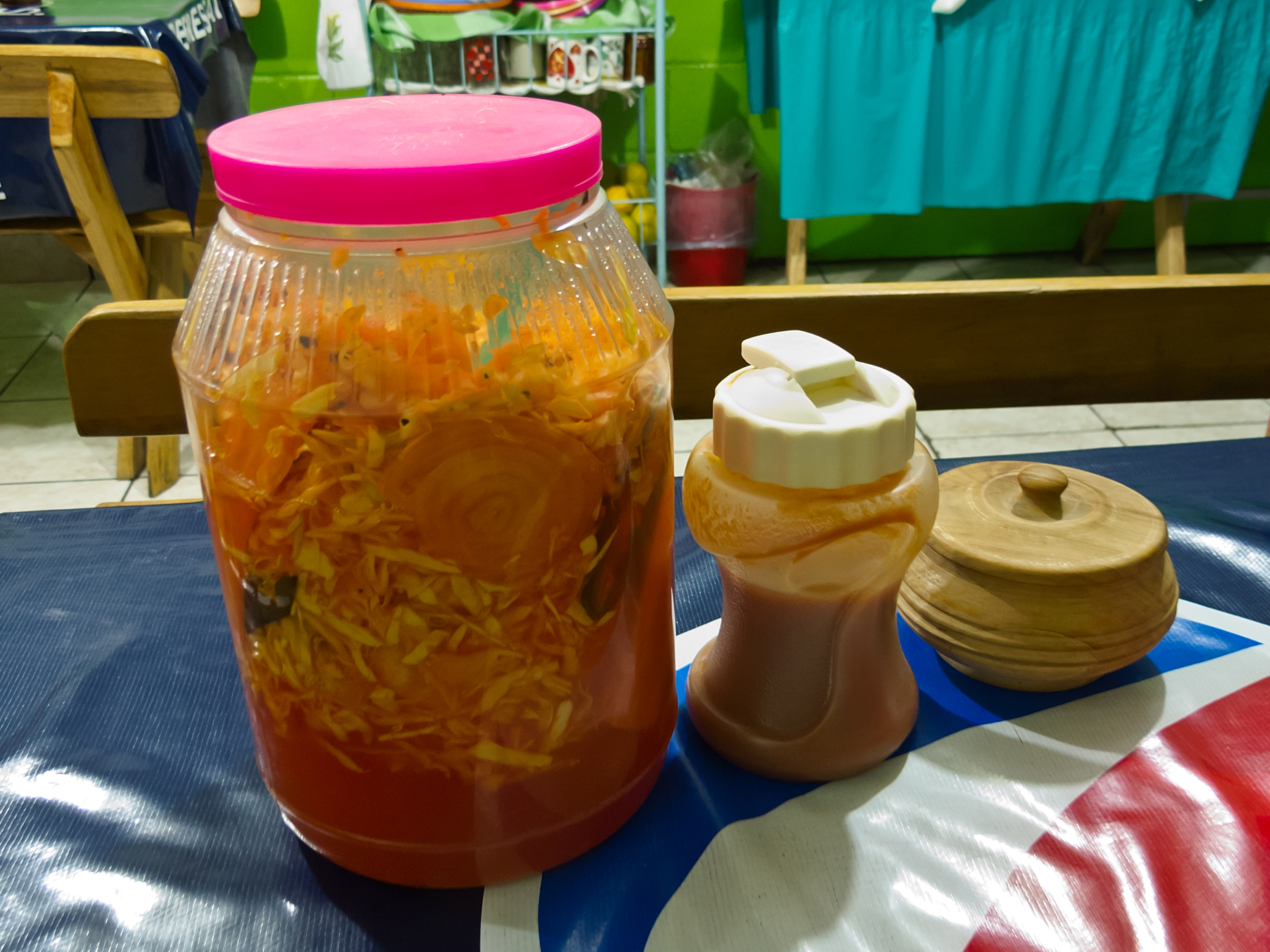
Curtido (izq.) y salsa de tomate para pupusas, en una pupusería salvadoreña. (Nota: la fuente de madera a la derecha tiene azúcar para café).

Las pupusas pueden ser acompañadas de diversos ingredientes:
- Salsa de tomate: tomates triturados con sal y saborizantes al gusto.
- Curtido: repollo curtido en vinagre con zanahoria y cebolla.
- Salsa de chile.

La cantidad de los ingredientes utilizados y los componentes mismos, son reflejo del gusto individual. Normalmente, las pupusas son servidas sobre un plato y aparte se colocan los ingredientes adicionales, para que cada persona se sirva según lo desee.
La pupusa puede ser ingerida junto con bebidas como gaseosa, cerveza, agua, café, té, chocolate, jugos naturales o leche; la elección de la bebida depende fundamentalmente del tiempo de comida que se realiza y el clima que impere.

## Valor social y nutritivo

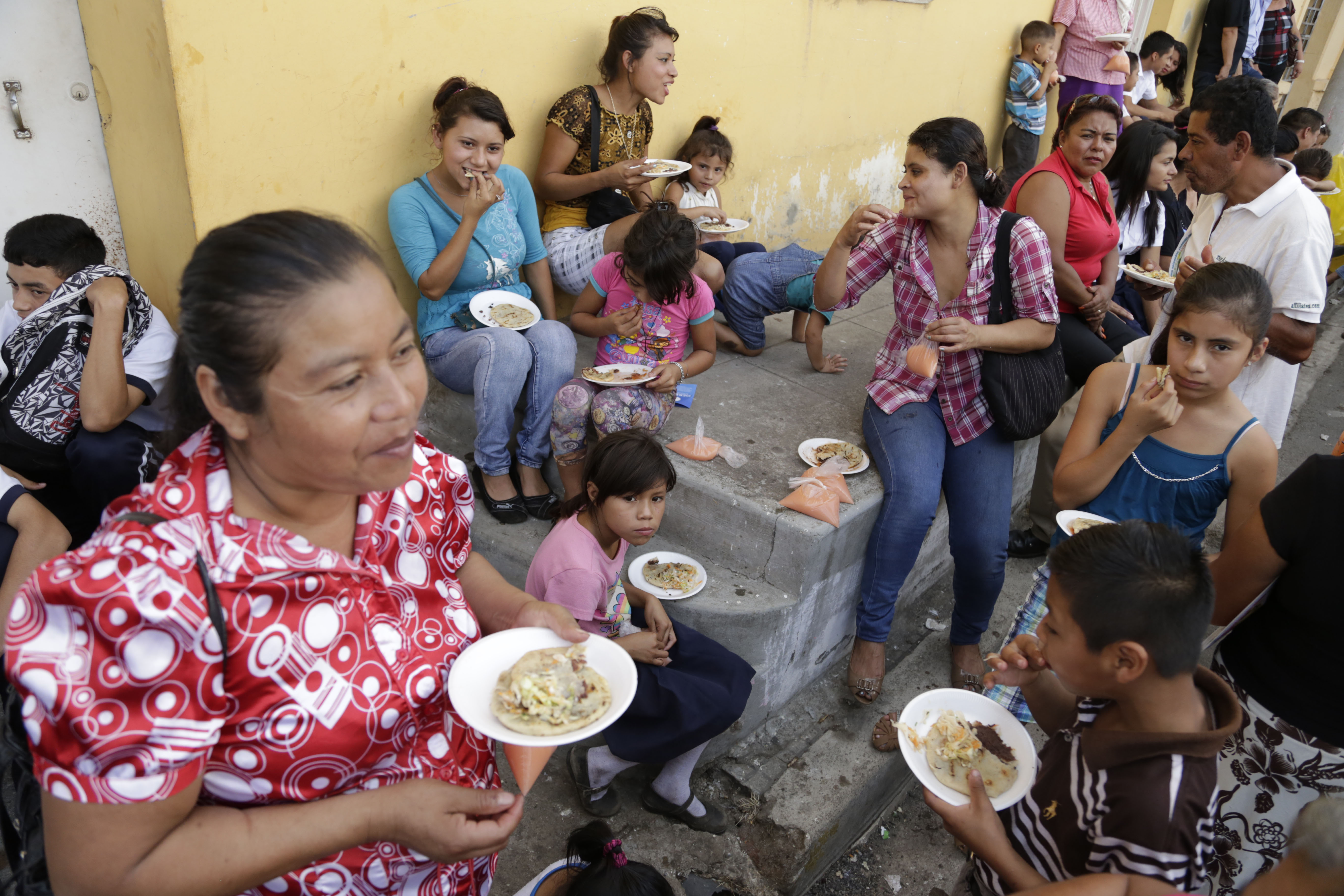
La comunidad comiendo pupusas en Chalchuapa.

La pupusa es uno de los símbolos de la identidad culinaria salvadoreña. La consumen todos los estamentos sociales, en todo el país, para desayunar, almorzar o cenar. Ir a cenar a una pupusería es un acto social en este país. Cada pupusa tiene un valor nutricional aproximado de 350 calorías, por lo cual un par de ellas, constituyen un tiempo de comida para una persona promedio. En tal sentido, la Organización de Naciones Unidas para la Agricultura y la Alimentación (FAO) considera que es una parte esencial en la dieta básica salvadoreña, siendo un medio adecuado de alimentación por su reducido costo. En 2004, en el marco del "Año Internacional del Arroz", las pupusas fueron mundialmente reconocidas como alimento popular.
Por otro lado, teniendo en cuenta que El Salvador es uno de los países latinoamericanos que más inmigrantes aporta a Estados Unidos, es lógico encontrar pupusas fuera de las fronteras nacionales. Los inmigrantes toman el platillo como parte del esfuerzo por mantener la cultura aún fuera de país, por lo cual siguen preparando y consumiendo pupusas.

### Debate sobre su lugar de origen

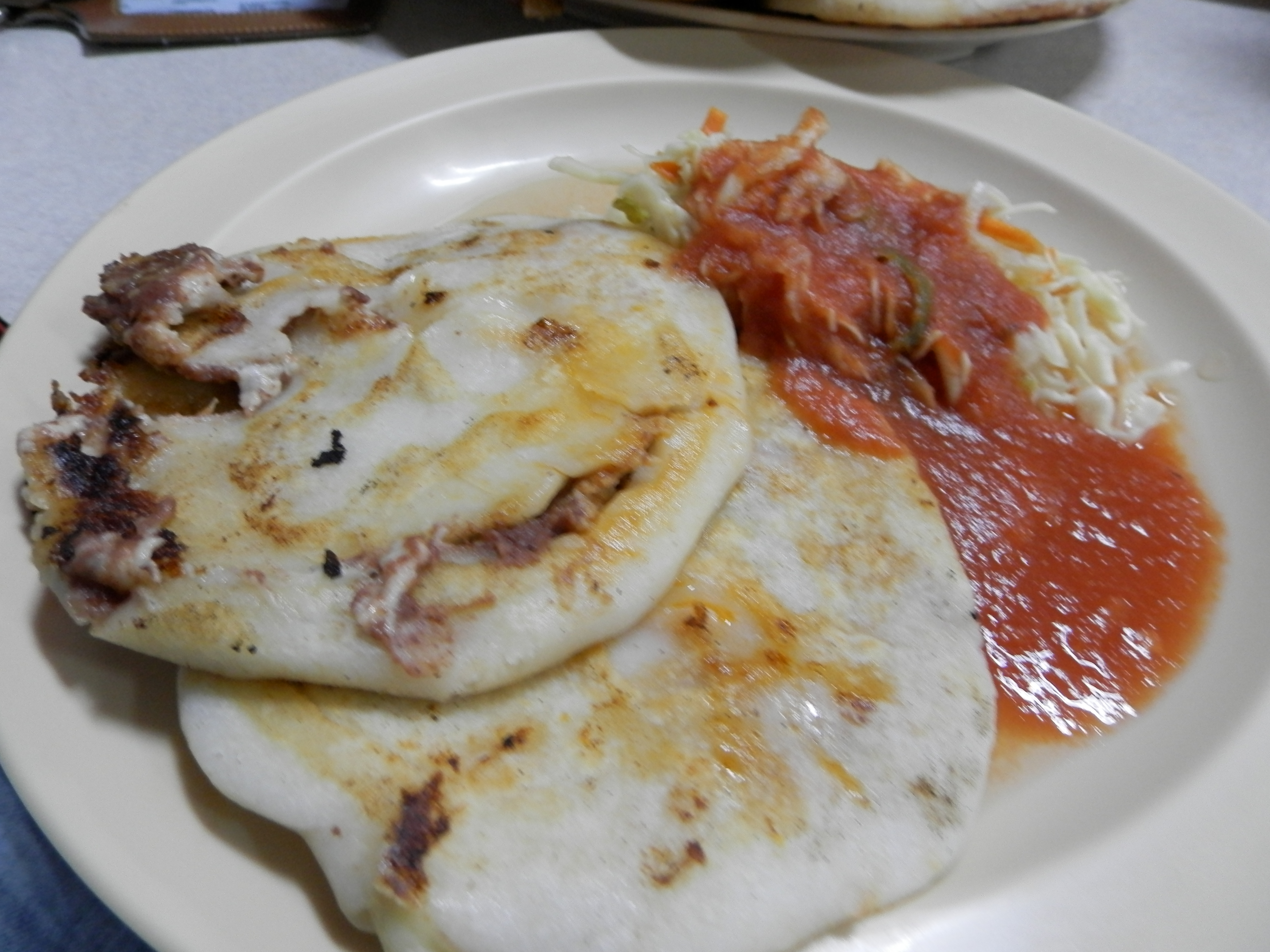
Plato típico de pupusas revueltas de El Salvador

En el marco de la negociación del CAFTA, salieron a la luz reclamaciones hondureñas referentes al origen geográfico de las pupusas, ya que en ese país también es un plato privilegiado aunque no tan popular. El origen del conflicto que abarcó más a la opinión pública que a la parte gubernamental, fue la negociación de productos de origen; si El Salvador patentaba las pupusas, sería el único país que podría exportar libre de aranceles a Estados Unidos dicho producto, por lo cual tendría ventaja competitiva sobre el resto de países contrayentes del acuerdo. A la postre, Honduras declaró que no tendría problema alguno si El Salvador patentase las pupusas y se beneficiase de tal acción; pese a lo anterior, las pupusas quedaron fuera del régimen especial en el CAFTA y se les da tratamiento como a cualquier otro producto. Con todo, Honduras defiende la autoría de la pupusa con queso.

### Día nacional de las pupusas

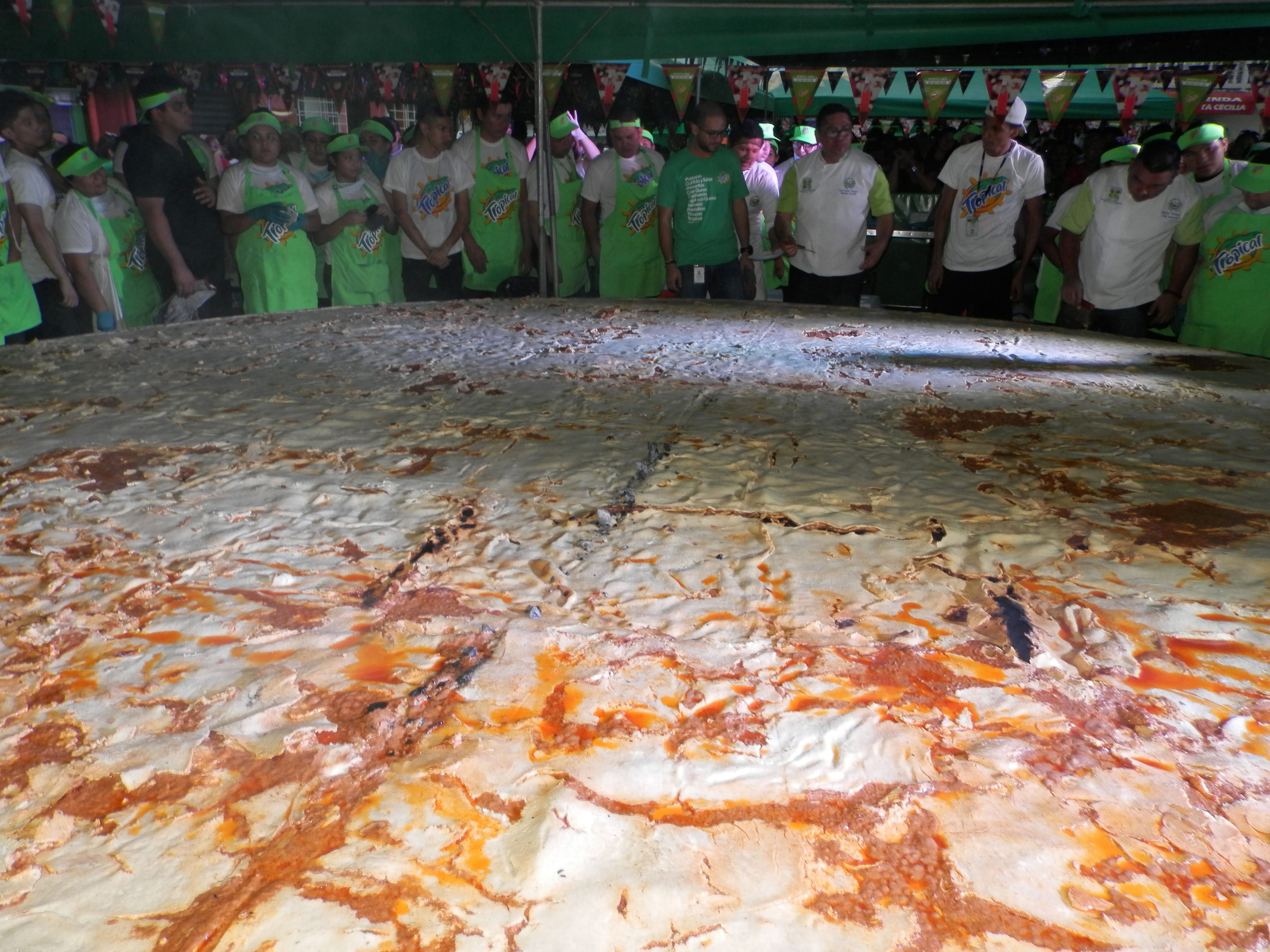
Día Nacional de Las Pupusas 2016 en El Salvador.

Los órganos del Estado de El Salvador han manifestado reiteradamente que las pupusas son parte de la cultura del país; por tanto, el 1 de abril de 2005, por Decreto Legislativo n.º 655, se declaró oficialmente el «Día nacional de las pupusas»:

Las pupusas son el "plato nacional de El Salvador", en razón de su procedencia autóctona y aceptación popular, (y) con el propósito de festejar la pertenencia de este invento culinario, a la cultura del pueblo salvadoreño, declárese el segundo domingo del mes de noviembre de cada año "Día nacional de las pupusas"
Decreto Legislativo n.° 655

La Secretaría de Cultura de El Salvador lleva a cabo eventos en todo el país con el objetivo de promocionar el consumo, producción y exportación del llamado plato nacional.
Las actividades varían entre concursos en los cuales el ganador es quien más pupusas come, exposiciones de estudios relacionados con la pupusa, foros empresariales para proponer políticas al respecto e iniciativas para romper marcas en tamaño y peso de una pupusa.
El campeón del concurso de «comelones de pupusas» es Genaro Martínez, quien en 1996 comió 51 pupusas sin interrupción.

## Récord Guinness

### Pupusa 3.15 m (2007)
El Salvador cuenta con el récord de la pupusa más grande, registrada en el libro de récord Guinness. La primera se hizo en enero de 2007 en San Salvador; la cual tuvo un diámetro de tres metros con quince centímetros y en la que se utilizaron 200 libras de masa, 40 libras de queso y 40 libras de chicharrón. La pupusa fue elaborada por 40 personas y alimentó a otras mil quinientas.

### Pupusa de 4.5 m (2014)
El segundo récord de la pupusa más grande lo tiene la ciudad de Olocuilta con una pupusa de 4.5 m. En esta ocasión no estuvieron los delegados de los Guinness récord, pero si contó para dicho propósito. La pupusa estuvo a cargo de varias personas del pupusódromo de Olocuilta.

### Pupusa de 5.5 m (2016)

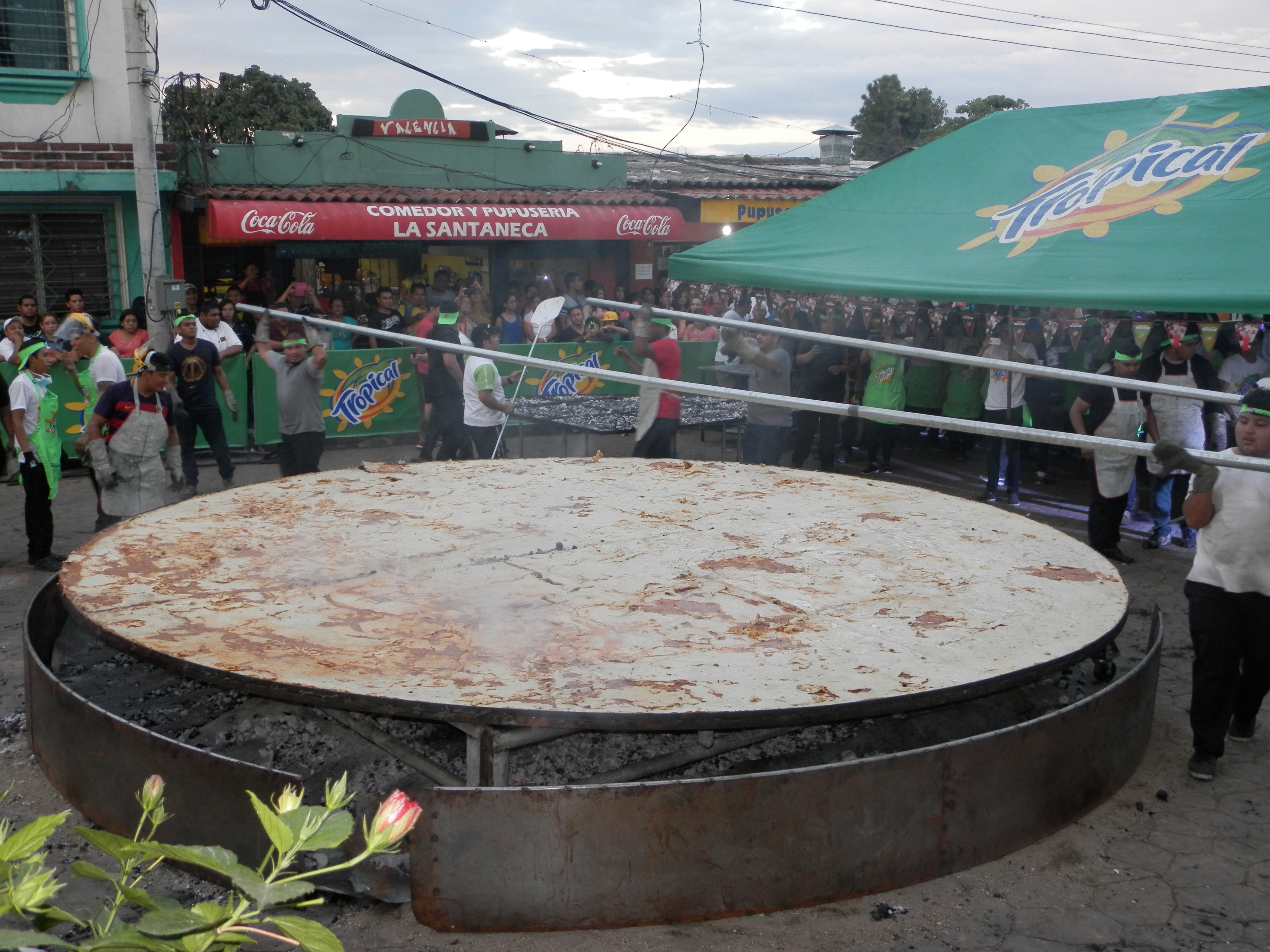
Pupusa de 5.5 m. de 2016

El día 12 de noviembre de 2016, el segundo domingo de dicho mes, se elaboró la pupusa más grande de la historia de El Salvador y del mundo con un diámetro de 5.5 m. la actividad se desarrolló en el municipio de Antiguo Cuscatlán y la preparación de esta pupusa gigante estuvo a cargo del chef Carlos Vásquez.[cita requerida]

## Comercialización

### Valor en el mercado
El valor en el mercado de las pupusas depende de sus ingredientes, su tamaño y especialmente del lugar donde se consumen. Una pupusa revuelta puede costar entre 50 y 85 centavos de dólar en una pupusería popular, mientras que en lugares más exclusivos puede llegar a costar hasta un dólar con 25 centavos. En Estados Unidos, una pupusa puede llegar a costar hasta tres dólares, considerándosela como un producto nostálgico.

### Modos de comercialización

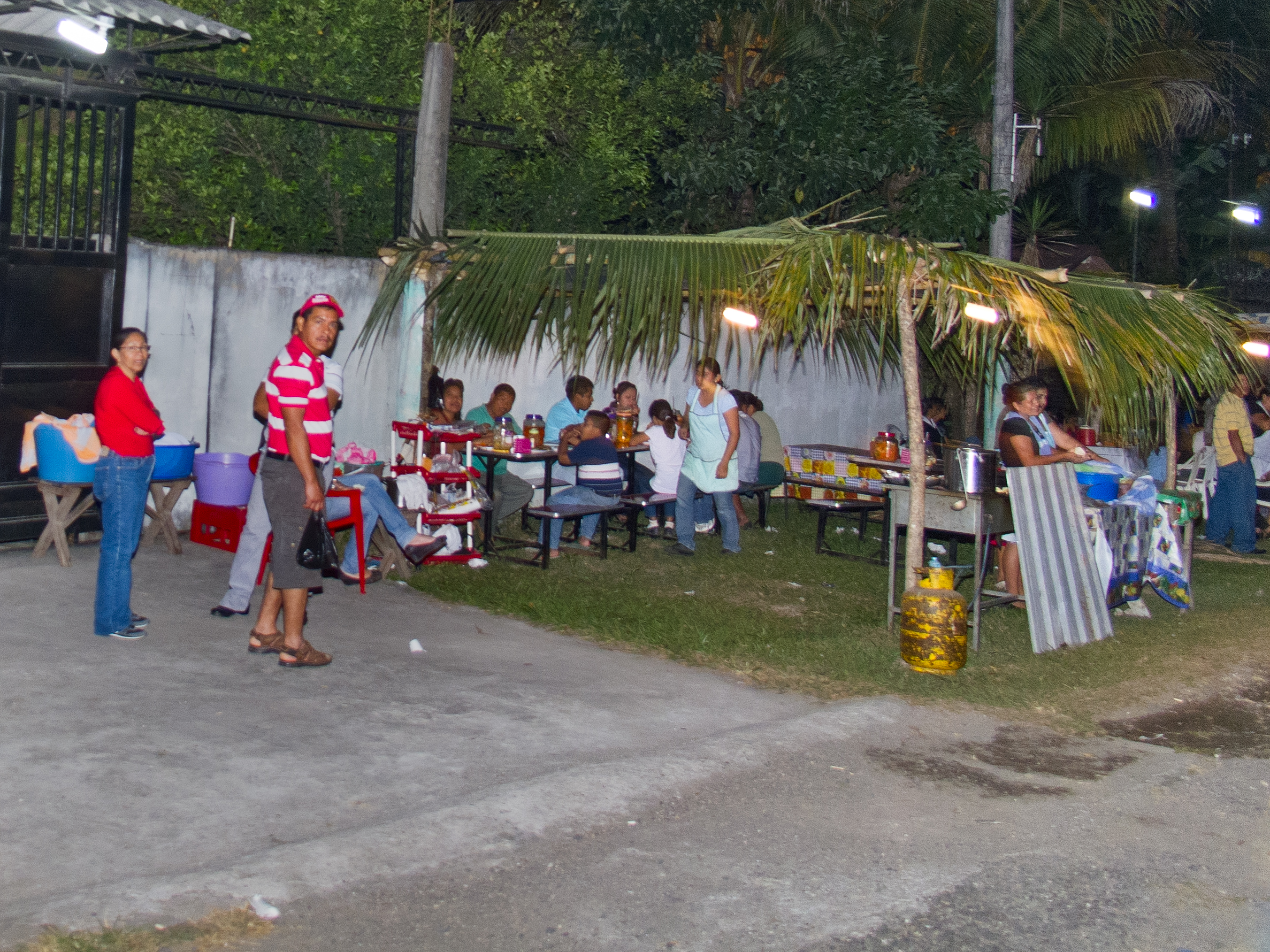
Pupusería salvadoreña de noche.

Las pupusas suelen ser vendidas en pupuserías, locales que pueden encontrarse en gran abundancia por todo Honduras y El Salvador, especialmente en Olocuilta y en Planes de Renderos. Las pupuserías son una especie de restaurante dedicado especialmente a la venta del alimento ya citado. Por otro lado, las pupusas también son comercializadas por medio de la exportación.

### Papel en la economía
Pese a su bajo costo en el mercado, las pupusas representan un elemento importante en la economía de El Salvador; según el Ministerio de Economía de El Salvador, entre 2001 y 2003, la venta de pupusas generó ingresos de $22,800 millones, con un crecimiento sostenido del 20 %. Debe tenerse en cuenta que junto a las pupusas, se exportan sus ingredientes por individual; para el caso, en 2005 se exportó solo a Estados Unidos $604,408 dólares en loroco.
En materia de generación de empleo, el Ministerio de Economía reporta que las pupusas generan al menos 250 000 empleos, lo cual significa una cifra significativa para una población de 6 744 113 habitantes.

### Documentales
- TCS Canal 6 (2020). 2 de Queso + 2 Revueltas (2Q+2R) Nuestras pupusas, ¡Qué buenas son! [serie de 8 capítulos]. Disponible en TCS Go! (necesario registrarse previamente). Consultado el 15 de marzo de 2021

- Datos: Q612128
- Multimedia: Pupusa / Q612128